# Régiment de Charost cavalerie
Pour les articles homonymes, voir régiment de Charost.
Le régiment de Charost cavalerie est un régiment de cavalerie du royaume de France créé en 1667.

## Création et différentes dénominations
- 1667 : création du régiment de Valavoire cavalerie
- 15 mars 1672 : renommé régiment de Vivans cavalerie
- 6 janvier 1703[1] : renommé régiment d’Heudicourt cavalerie
- 6 mars 1719 : renommé régiment de Lorraine cavalerie
- 6 juin 1734 : renommé régiment de Lordat cavalerie
- 24 février 1738 : renommé régiment du chevalier de Rosen cavalerie
- 1741 : renommé régiment d’Egmont cavalerie
- 1757 : renommé régiment de Charost cavalerie
- 1er décembre 1761 : réformé par incorporation au régiment Royal-Étranger cavalerie

## Équipement

### Étendards
6 étendards de « ſoye verte, Soleil d’or au milieu, & 4 croix de Lorraine brodées en or aux coins, & frangez d’or ».

6 étendards de « damas jaune, Soleil et deviſe du Roi en or d’un côté, & de l’autre un Roſier fleuri & boutonné, & ces mots : Qui s’y frotte s’y pique, en Latin pungit aggredrentes, brodez & frangez d’argent ».

Étendard du régiment d'Egmont cavalerie
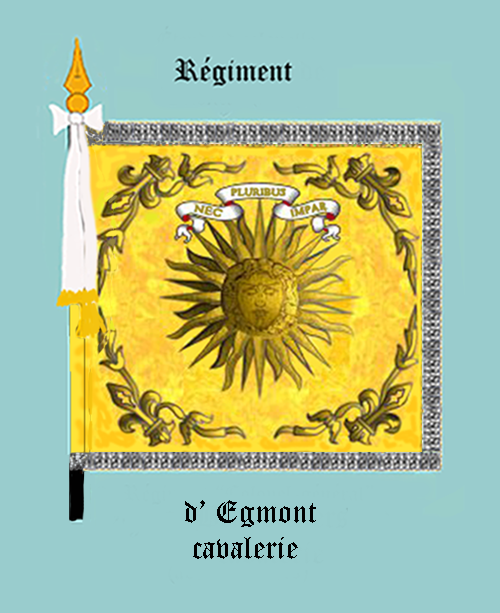
avers
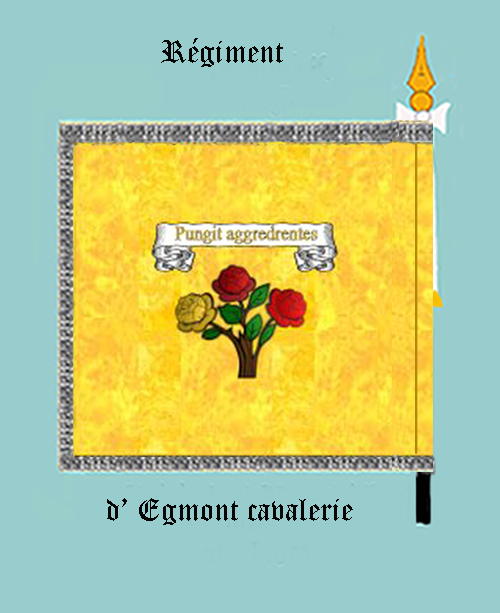
revers

### Habillement

Uniformes
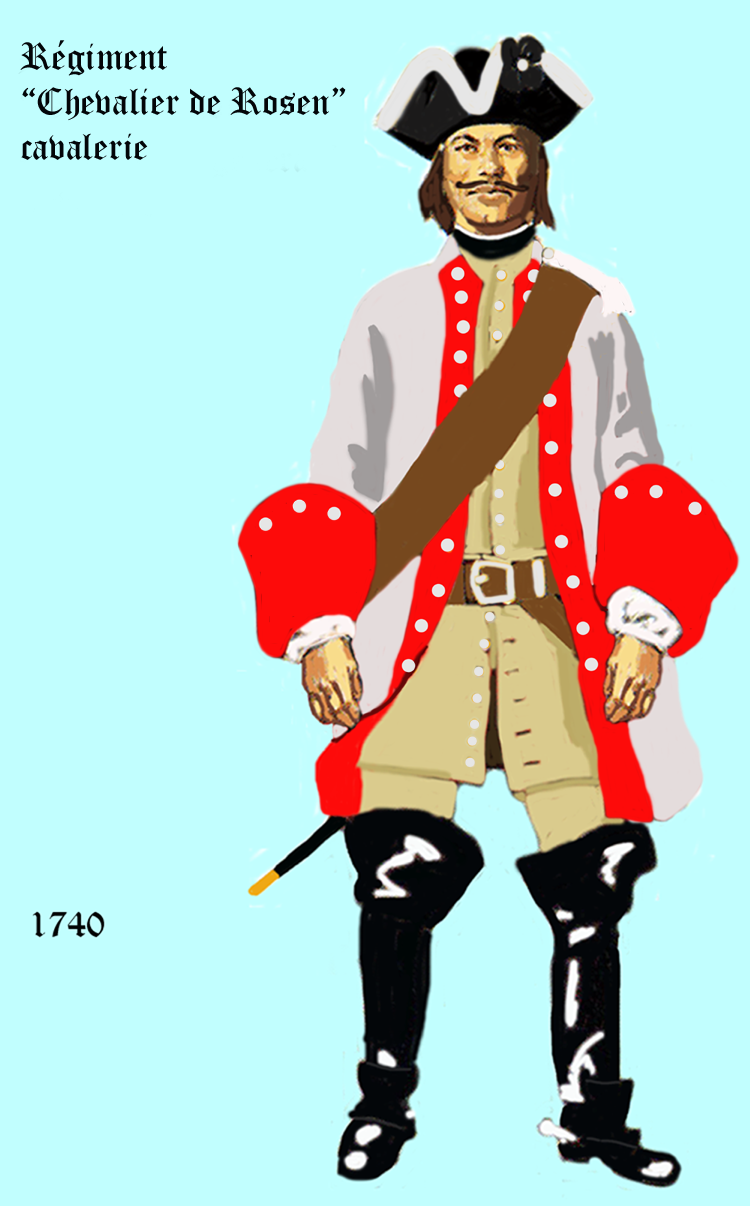
de 1740 à 1757
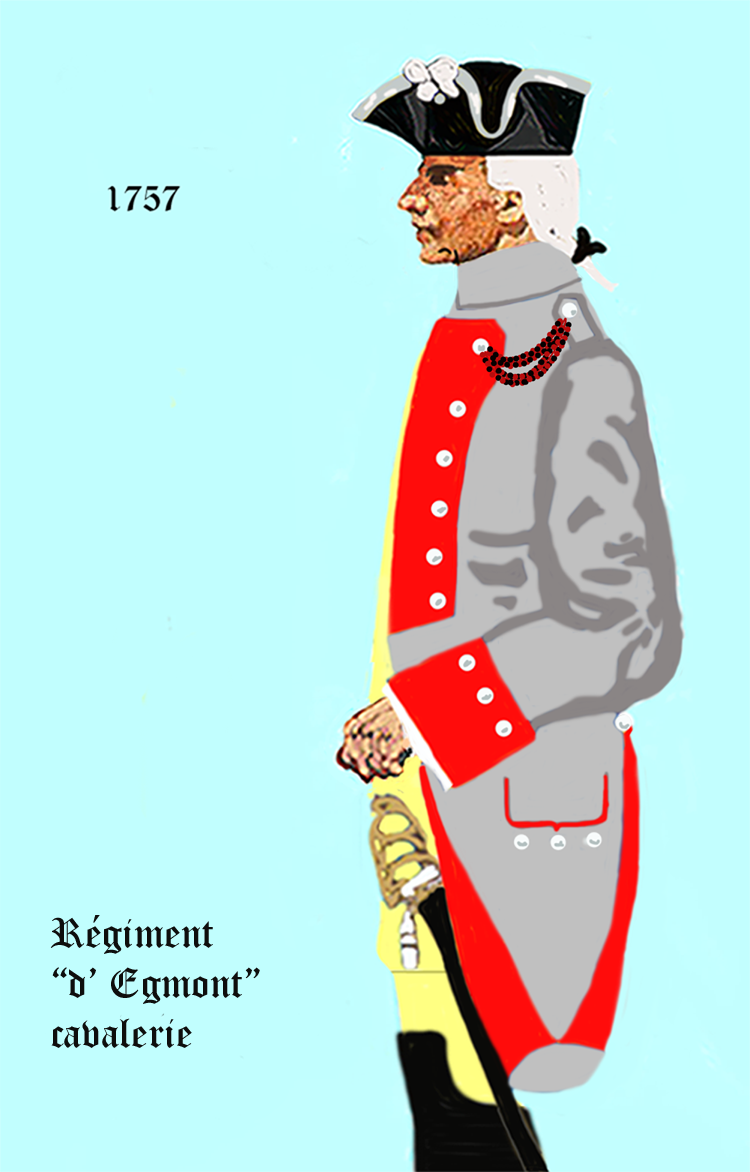
régiment d’Egmont cavalerie et régiment de Charost cavalerie en 1757

## Historique

### Colonels et mestres de camp
- 15 mars 1672 : Henri de Vivans de Noaillac, marquis de Vivans, brigadier le 25 février 1677, † 28 juin 1691
- 20 mars 1689 : Jean de Vivans de Noaillac, marquis de Vivans, fils du précédent, brigadier le 13 janvier 1696, lieutenant général des armées du roi le 26 octobre 1704, † 7 novembre 1719
- 6 janvier 1703 : Pons Auguste Sublet, marquis d’Heudicourt, brigadier le 29 janvier 1709, maréchal de camp le 1er février 1719, lieutenant général des armées du roi le 20 février 1734, † 11 mars 1742
- 6 mars 1719 : Jacques Henri de Lorraine, chevalier de Lorraine, marquis d’Ambleville, prince de Lixheim, brigadier, † 2 juin 1734
- 6 juin 1734 : comte de Lordat, brigadier
- 24 février 1738 : Éléonor Félix de Rosen, dit le chevalier de Rosen
- 1741 : Pignatelli, comte d'Egmont
- 14 février 1744 : Casimir Pignatelli, comte d’Egmont, frère du précédent, brigadier le 1er janvier 1748, maréchal de camp le 23 juillet 1756, lieutenant général des armées du roi le 25 juillet 1762
- 1757 : Paul François de Béthune, duc de Charost

### Campagnes
- Guerre de Succession d'Autriche

11 mai 1745: bataille de Fontenoy

### Quartiers
- Dôle, en Franche-Comté[2]